# مکابیان دوم

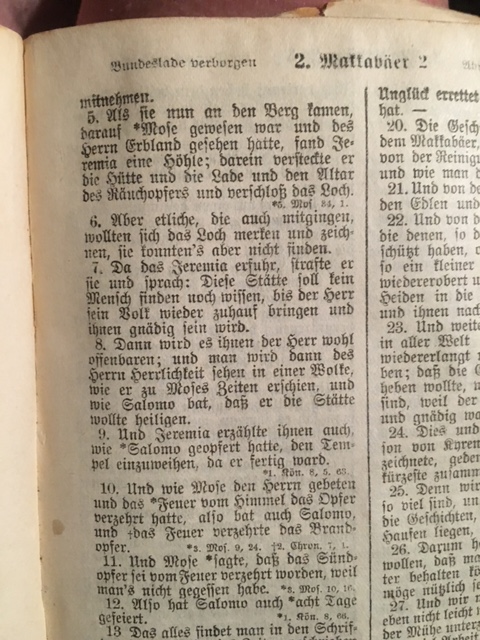
تصویری از کتاب

کتاب دوم مکابیان که به نام مکابیان دوم نیز شناخته می‌شود، یک کتاب قانونی ثانی نوشته‌شده به یونانی است که بر شورش مکابی بر ضد آنتیوخوس چهارم تمرکز دارد و شکست نیکانور فرمانده سلوکی را از یهودای مکابی، «قهرمان جنگ‌های استقلال یهودیان»؛ را در سال ۱۶۱ پیش از میلاد توصیف می‌کند.